# Dezember 2009
Portal Geschichte | Portal Biografien | Aktuelle Ereignisse | Jahreskalender | Tagesartikel

◄ |
20. Jahrhundert |
21. Jahrhundert

◄ |
1970er |
1980er |
1990er |
2000er
| 2010er | 2020er | 2030er | ►

◄ |
2005 |
2006 |
2007 |
2008 |
2009
| 2010 | 2011 | 2012 | 2013 | ►

◄ |
September 2009 |
Oktober 2009 |
November 2009 |
Dezember 2009 |
Januar 2010 |
Februar 2010 |
März 2010 |
►
Dieser Artikel behandelt tagesbezogene Nachrichten und Ereignisse im Dezember 2009.

## Tagesgeschehen

### Dienstag, 1. Dezember 2009

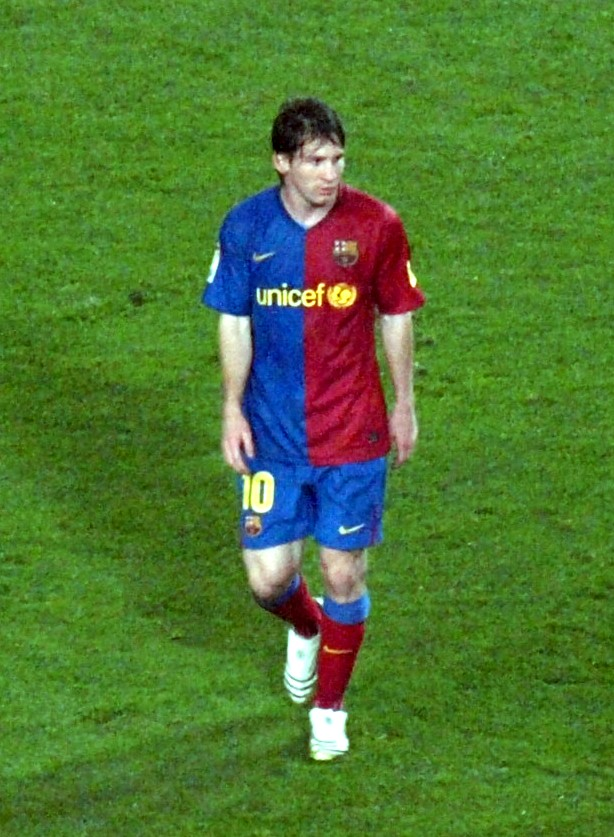
Lionel Messi

- Brüssel/Belgien: In den Mitgliedstaaten der Europäischen Union treten der Vertrag von Lissabon und die Charta der Grundrechte der EU in Kraft. Herman Van Rompuy wird erster Präsident des Europäischen Rates und Catherine Ashton erste Hohe Vertreterin für Außen- und Sicherheitspolitik.[1][2]
- Karlsruhe/Deutschland: Das Bundesverfassungsgericht erklärt eine Häufung von verkaufsoffenen Sonntagen in der Adventszeit für verfassungswidrig. Laut Grundgesetz sei der Sonntag als arbeitsfreier Tag geschützt, unabhängig von seiner Bedeutung in der christlichen Religion.[3]
- Paris/Frankreich: Der Argentinier Lionel Messi wird zu Europas Fußballer des Jahres gewählt.[4]
- Washington, D.C. / Vereinigte Staaten: US-Präsident Barack Obama gibt bekannt, dass weitere 30.000 US-amerikanische Soldaten nach Afghanistan geschickt werden sollen.[5]

### Mittwoch, 2. Dezember 2009

V. l. n. r.: Statue der Einheit, Zhongyuan-Buddha, Liberty Enlightening the World, Skulptura Rodina-mat, Cristo Redentor, Michelangelos David

- Lushan/China: Die Gesellschaft Guinness World Records Ltd. vermisst den 2008 fertiggestellten Zhongyuan-Buddha und bestätigt, dass es sich hierbei um die höchste Statue der Welt handelt. Der Buddha misst 108,4 m, sein Podest 19,3 m.[6]
- Trapani/Italien: Die Direzione Investigativa Antimafia nimmt den 55-jährigen Mafia-Clanchef Francesco de Vita fest, der neun Jahre lang auf der Flucht war.[7]
- Washington, D.C. / Vereinigte Staaten: Wiederaufnahme der Stammzellenforschung nach einem Regierungsbeschluss.[8]

### Donnerstag, 3. Dezember 2009

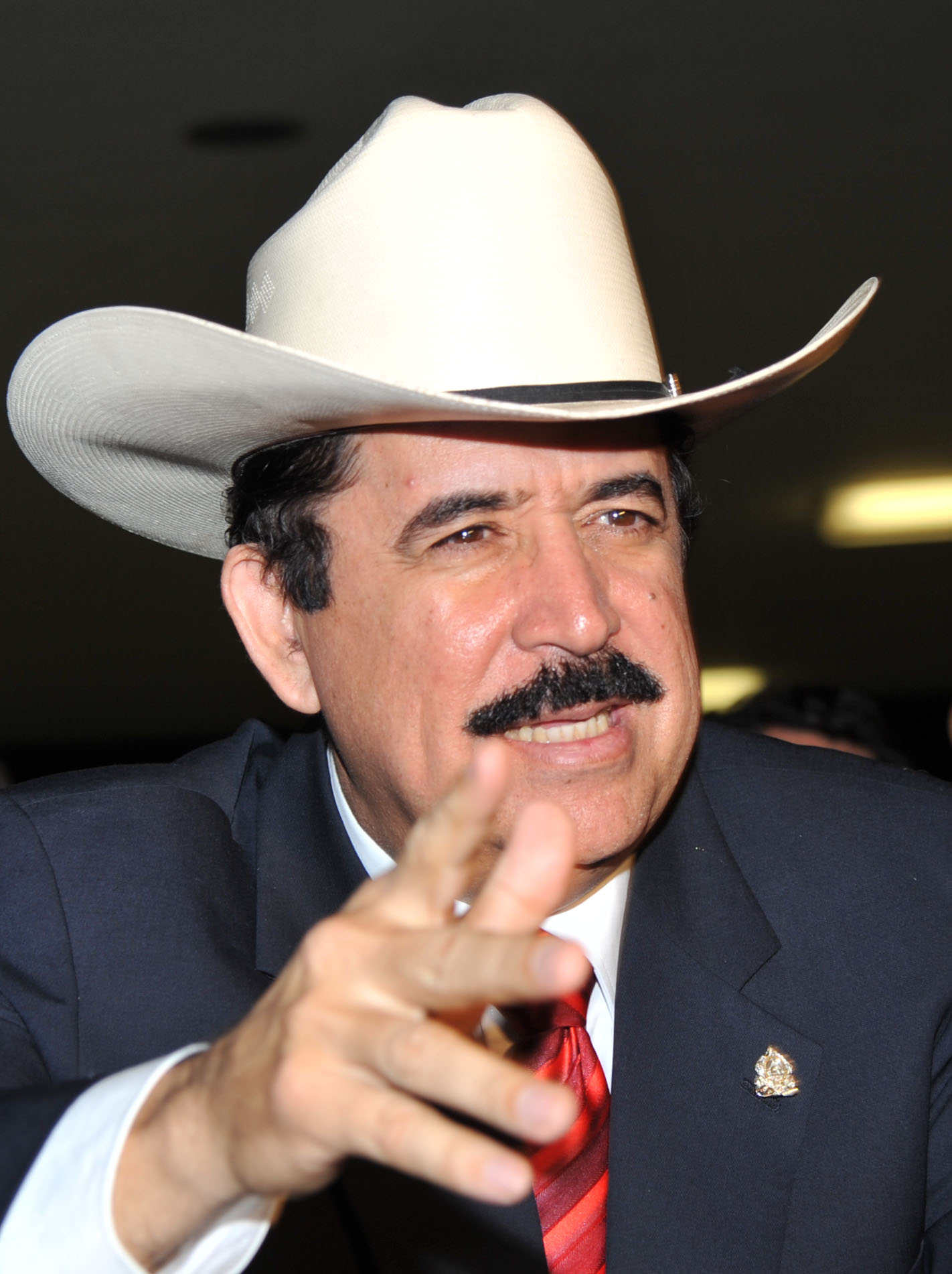
Manuel Zelaya

- Brüssel/Belgien: Die Außenminister der 28 NATO-Mitgliedstaaten erklären Montenegro offiziell zum Beitrittskandidaten, nennen jedoch kein mögliches Beitrittsdatum, und raten Bosnien-Herzegowina für den Status eines Beitrittskandidaten zu weiteren Reformen zur Demokratisierung.[9]
- Mogadischu/Somalia: Bei einer Explosion in einem Hotel werden mehrere Menschen getötet, darunter drei Minister der Übergangsregierung.[10]
- Sajjida Seinab/Syrien: Bei der Explosion eines Busses kommen mehrere schiitische Pilger ums Leben.[11]
- Straßburg/Frankreich: Der Europäische Gerichtshof für Menschenrechte erklärt die bisherigen Regelungen in Deutschland zum Sorgerecht von Kindern aus unverheirateten Beziehungen für diskriminierend.[12]
- Tegucigalpa/Honduras: Das Parlament lehnt eine vorübergehende Wiedereinsetzung von Manuel Zelaya als Präsident ab; neuer Staatschef wird ab Januar 2010 der konservative Politiker Porfirio Lobo Sosa.[13]

### Freitag, 4. Dezember 2009

Logo der FIFA-Fußball-Weltmeisterschaft 2010

- Kapstadt/Südafrika: Die Auslosung der Vorrundengruppen für die Fußball-WM 2010 ergibt, dass Deutschland auf Australien, Serbien und Ghana trifft; die Schweiz muss gegen Spanien, Chile und Honduras antreten.[14]
- Kishoreganj/Bangladesch: Auf dem Fluss Daira im Norden des Landes kentert eine Fähre, wobei 36 Personen ums Leben kommen.[15]
- Medan/Indonesien: Bei einem Brand in einer Karaoke-Bar kommen 20 Menschen ums Leben.[16]
- Perm/Russland: Bei einem Brand in einem Restaurant kommen 112 Menschen ums Leben.[17]
- Rawalpindi/Pakistan: Bei einem Terroranschlag auf eine Moschee kommen 30 Menschen ums Leben.[18]

### Samstag, 5. Dezember 2009
- Khartum/Sudan: Bei einem Terroranschlag in der Krisenregion Darfur kommen drei UN-Soldaten aus Ruanda ums Leben.[19]
- Monterrey/Mexiko: Nach einem Gefängnisausbruch kommt es zu Schießereien zwischen Polizisten und bewaffneten Banden, bei denen 14 Menschen getötet werden.[20]
- Rawalpindi/Pakistan: Bei einem Terroranschlag kommen mindestens 36 Menschen ums Leben.[21]

### Sonntag, 6. Dezember 2009

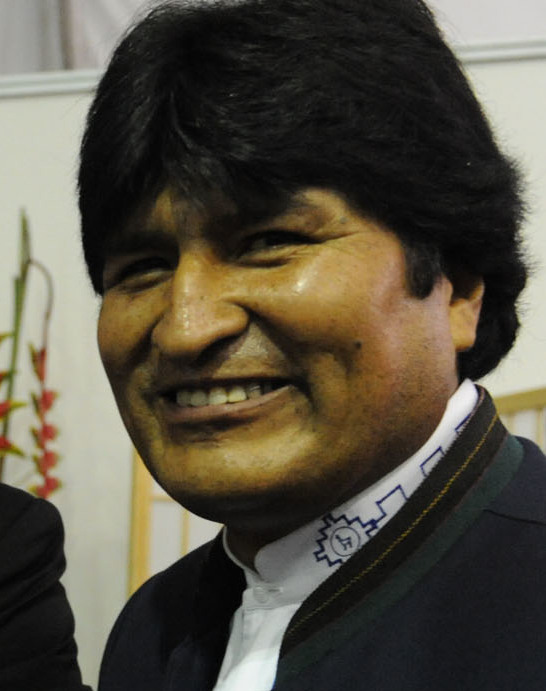
Evo Morales

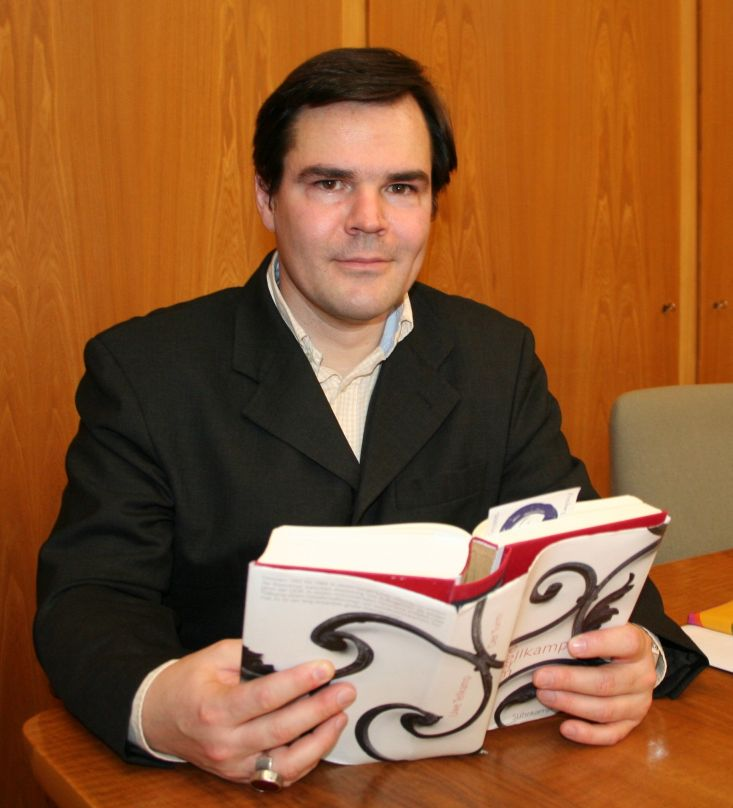
Uwe Tellkamp

- Bukarest/Rumänien: Bei der Präsidentschaftsstichwahl kann der bürgerliche Amtsinhaber Traian Băsescu seinen sozialdemokratischen Herausforderer Mircea Geoană äußerst knapp bezwingen.[22]
- Diyarbakır/Türkei: Bei einer Protestkundgebung gegen die Haftbedingungen von Kurdenführer Abdullah Öcalan wird bei Zusammenstößen mit der Polizei ein Student getötet.[23]
- La Paz/Bolivien: Amtsinhaber Evo Morales gewinnt die Präsidentschaftswahl mit deutlicher Mehrheit.[24]
- Swat/Pakistan: Bei einer Militäroperation töten Regierungstruppen vier Kämpfer der radikal-islamischen Taliban, darunter den ranghohen Kommandeur der al-Qaida Gul Mola.[25]
- Warschau/Polen: Umweltminister Maciej Nowicki tritt von seinem Amt zurück.[26]
- Weimar/Deutschland: Uwe Tellkamp wird für seinen Roman Der Turm von 2008 mit dem Literaturpreis der Konrad-Adenauer-Stiftung geehrt.[27]

### Montag, 7. Dezember 2009

Logo der UN-Klimakonferenz COP15

- Asadabad/Afghanistan: Bei einem NATO-Luftangriff werden mehr als 20 Aufständische getötet, darunter der Taliban-Befehlshaber Nur Akbar.[28]
- Bagdad/Irak: Bei einer Bombenexplosion in einer Schule werden fünf Schüler getötet und zehn weitere Menschen schwer verletzt.[29]
- Ciudad Juárez/Mexiko: Im Drogenkrieg werden nahe der Grenze zu den Vereinigten Staaten 15 Menschen ermordet.[30]
- Kopenhagen/Dänemark: Beginn der UN-Klimakonferenz zum Beschluss eines Nachfolgeabkommens des Kyoto-Protokolls.
- Lahore/Pakistan: Zwei Selbstmordattentäter töten bei einem Anschlag mindestens 49 Besucher eines Markts.[31]
- Wolfsburg/Deutschland: Volkswagen baut seinen Einfluss bei Porsche aus und hält nun 49,9 % der Porsche-Aktien.[32]

### Dienstag, 8. Dezember 2009
- Bagdad/Irak: Durch mehrere Bombenexplosionen sterben mehr als 100 Menschen.[33]
- Mir Ali/Pakistan: Bei einem US-Raketenangriff im Nordwesten des Landes werden drei Menschen getötet.[34]
- Multan/Pakistan: Bei einem Anschlag auf einen Kontrollposten der Armee werden zwölf Menschen getötet.[35]
- Nusplingen/Deutschland: Wissenschaftler aus dem Naturkundemuseum Stuttgart berichten über den Fund der wahrscheinlich ältesten bisher in Europa entdeckten Dinosaurier-Feder. Unklar sei, ob die 8 mm lange und 150 Millionen Jahre alte Feder von der Schwäbischen Alb zu einer bisher unbekannten Gattung gehört.[36]

### Mittwoch, 9. Dezember 2009
- Tokio/Japan: Der Volkswagen-Konzern übernimmt 19,9 % der Anteile von Suzuki.[37]
- Washington, D.C. / Vereinigte Staaten: Nach jahrelangem Rechtsstreit sagt die Regierung den Vertretern von rund 300.000 Indianern eine Entschädigung in Höhe von 3,4 Milliarden US-Dollar für die Ausbeutung ihrer Bodenschätze und das Missmanagement in den Reservaten zu.[38]

### Donnerstag, 10. Dezember 2009

Projekt Stuttgart 21

- Berlin/Deutschland: Nach Angaben der Bundesregierung plant Finanzminister Wolfgang Schäuble für 2010 die größte Schuldenneuaufnahme in Höhe von 100 Milliarden Euro in der Geschichte Deutschlands.[39]
- Graz/Österreich: Die Universität Graz wählt das Wort „Audimaxismus“ vor „Kuschelkurs“ und „Ungustlvermutung“ zum Wort des Jahres. Zum Unwort des Jahres wird „Analogkäse“ und zum Spruch des Jahres wird „Reiche Eltern für alle!“ gewählt. Unspruch des Jahres ist „Wer alt genug ist zum Stehlen, ist auch alt genug zum Sterben“.[40]
- Mainz/Deutschland: Peter Frey wird vom ZDF-Verwaltungsrat als Nachfolger von Nikolaus Brender zum neuen ZDF-Chefredakteur ab 1. April 2010 gewählt.[41]
- Stockholm/Schweden: Nobelpreisvergabe
- Stuttgart/Deutschland: Vertreter von Stadt und Region Stuttgart, des Landes Baden-Württemberg, des Bundes und der Deutschen Bahn verabschieden das umstrittene Bahnprojekt Stuttgart 21.[42]

### Freitag, 11. Dezember 2009

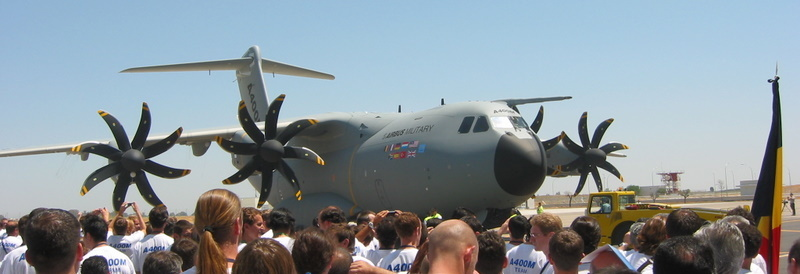
Airbus A400M

- Ankara/Türkei: Das Verfassungsgericht verbietet die größte Kurdenpartei DTP wegen ihr nachgesagter Verbindungen zum Terrorismus.[43]
- Devecikonağı/Türkei: Durch eine Methangasexplosion in einem Kohlebergwerk sterben mindestens 19 Bergleute.[44]
- Santiago/Chile: Bei den Präsidentschaftswahlen gewinnt Sebastián Piñera den ersten Wahlgang mit 44 Prozent der Wählerstimmen und sein Herausforderer Eduardo Frei Ruiz-Tagle kommt auf 30 Prozent der Wählerstimmen. Beide Kandidaten werden sich am 17. Januar 2010 einer Stichwahl stellen.[45]
- Sevilla/Spanien: Erstflug des europäischen Militärtransportflugzeuges Airbus A400M.[46]
- Vatikanstadt: Papst Benedikt XVI. empfängt Vertreter der römisch-katholischen Kirche in Irland zu einem Krisengespräch. Thema ist der festgestellte sexuelle Missbrauch von über 300 Kindern in den vergangenen Jahrzehnten. Als Konsequenz kündigt der Papst Strategien an, um Wiederholungen zu verhindern.[47][48]

### Samstag, 12. Dezember 2009
- Bochum/Deutschland: Michael Hanekes Spielfilm Das weiße Band – Eine deutsche Kindergeschichte wird mit dem Europäischen Filmpreis ausgezeichnet.[49]
- Sochumi/Georgien: Bei der Präsidentschaftswahl in dem nur von Russland, Nicaragua und Venezuela anerkannten Staat Abchasien gewinnt Amtsinhaber Sergei Bagapsch.[50]

### Sonntag, 13. Dezember 2009
- Mailand/Italien: Bei einem „Bad in der Menge“ nach einer Wahlkampfveranstaltung wird dem Ministerpräsidenten Silvio Berlusconi von einem angeblich geistig verwirrten Mann mit einer Domskulptur ins Gesicht geschlagen. Berlusconi trägt eine angebrochenen Nase, zwei ausgeschlagene Zähne und eine Risswunde davon.[51]

### Montag, 14. Dezember 2009
- Klagenfurt/Österreich: Die Bankengruppe Hypo Group Alpe Adria wird vom Staat übernommen und damit vor der Pleite bewahrt.[52]

### Dienstag, 15. Dezember 2009

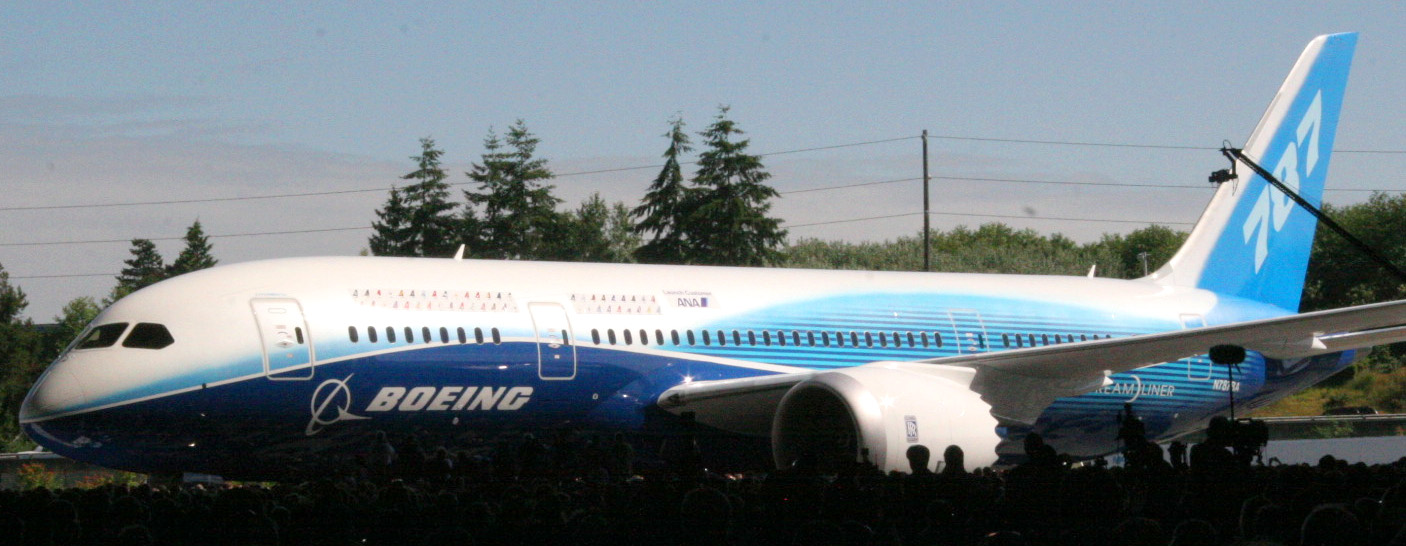
Boeing 787

- Dera Ghazi Khan/Pakistan: Bei der Explosion einer Autobombe in der Provinz Punjab sterben nach unterschiedlichen Medienberichten zwischen 20 und 33 Menschen. Der Attentäter wählte einen Marktplatz als Ziel.[53]
- Everett / Vereinigte Staaten: Erstflug der Boeing 787.[54]
- Wuppertal/Deutschland: Die Schwebebahn wird für Modernisierungszwecke fünf Monate stillgelegt.[55]
- Yaren/Nauru: Der Pazifikstaat erkennt als vierter Staat nach Russland, Nicaragua und Venezuela die von Georgien abtrünnigen Republiken Abchasien und Südossetien an.[56]

### Mittwoch, 16. Dezember 2009
- Lahore/Pakistan: Der Oberste Gerichtshof erklärt das Amnestiegesetz, das 2007 vom damaligen Staatschef Pervez Musharraf eingeführt wurde, für verfassungswidrig.[57]
- Straßburg/Frankreich: Die russische Menschenrechtsorganisation Memorial wird mit dem Sacharow-Preis des Europäischen Parlamentes ausgezeichnet.[58]
- Wien/Österreich: Der Kärntener Landesverband des Bündnis Zukunft Österreich spaltet sich von der Bundespartei ab und fusioniert mit der FPÖ.[59]

### Donnerstag, 17. Dezember 2009
- Madrid/Spanien: Das Parlament verabschiedet die Reform zur Liberalisierung des Schwangerschaftsabbruches und zur Einführung der Fristenregelung.[60]
- Sanaa/Jemen: Bei einem Luftangriff auf das Dorf El Maadschala im Südosten des Landes kommen 49 Menschen ums Leben. Die Streitkräfte vermuteten in dem Dorf Al-Qaida-Mitglieder.[61]

### Freitag, 18. Dezember 2009

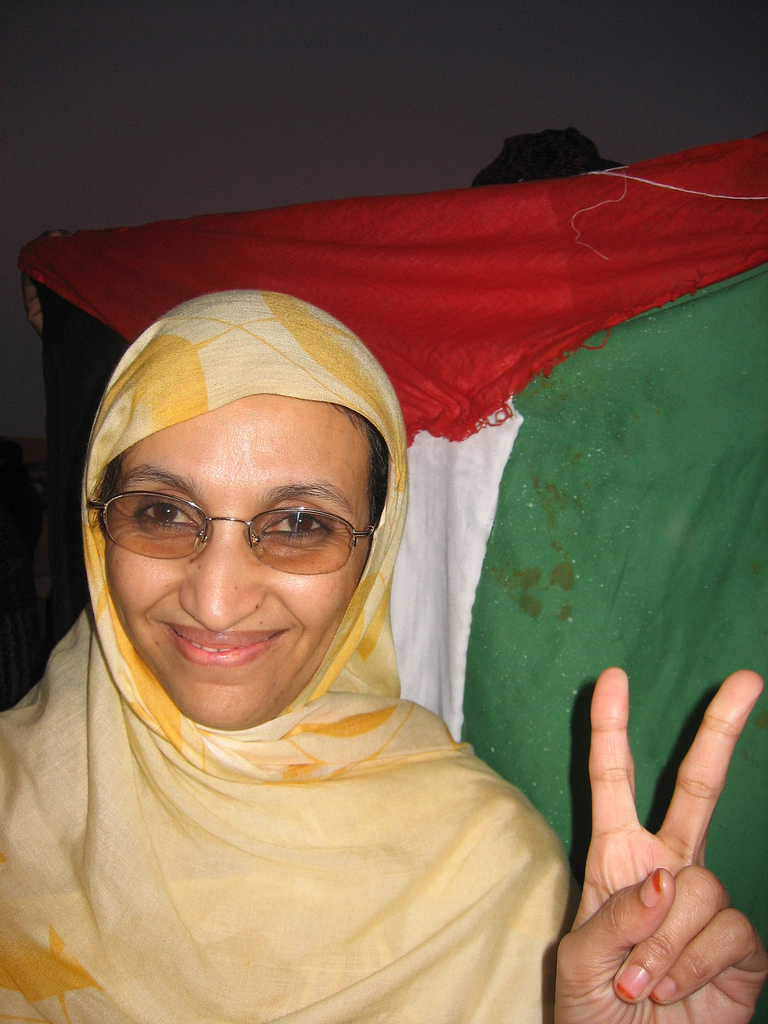
Aminatou Haidar (2006)

- Barcelona/Spanien: Das Parlament Kataloniens stimmt für ein Verbot des traditionellen Stierkampfes. Zuvor unterzeichneten 180.000 Katalanen ein Volksbegehren zum Stierkampfverbot.[62]
- Bir Lehlu/DAR Sahara: Aminatou Haidar, die sich für die politische Selbstbestimmung der Westsahara einsetzt, kehrt aus dem spanischen Exil in ihr Heimatland zurück.[63]
- Detroit / Vereinigte Staaten: General Motors entlässt das schwedische Tochterunternehmen Saab Automobile in die geordnete Abwicklung und verkauft Baurechte für die Motor- und Getriebetechnik sowie die Produktionsanlagen für das Modell Saab 9-5 an das chinesische Staatsunternehmen Beijing Automobile Works. Zuvor waren Verhandlungen zur Übernahme mit Spyker und Koenigsegg gescheitert.[64] Am 22. Dezember legt Spyker ein neues Angebot zur Übernahme von Saab vor.[65]
- Kopenhagen/Dänemark: Die UN-Klimakonferenz endet ohne die Verabschiedung verbindlicher Maßnahmen zum Klimaschutz.[66]
- Mossul/Irak: Iranische Soldaten besetzen ein Ölfeld nahe der Grenze zwischen beiden Staaten.[67] Am 20. Dezember ziehen sich die iranischen Soldaten wieder zurück.[68]
- Oświęcim/Polen: Unbekannte entwenden den Schriftzug „Arbeit macht frei“ vom Eingangstor des früheren deutschen Konzentrationslagers KZ Auschwitz I.[69] Am 21. Dezember 2009 wird der Schriftzug in der Nähe von Gdynia von Polizisten wiedergefunden und die mutmaßlichen Diebe werden festgenommen.[70]
- Wiesbaden/Deutschland: Die Gesellschaft für deutsche Sprache betrachtet das Wort „Abwrackprämie“ vor den Begriffen „Kriegsähnliche Zustände“ und „Schweinegrippe“ als Wort des Jahres.[71]

### Samstag, 19. Dezember 2009

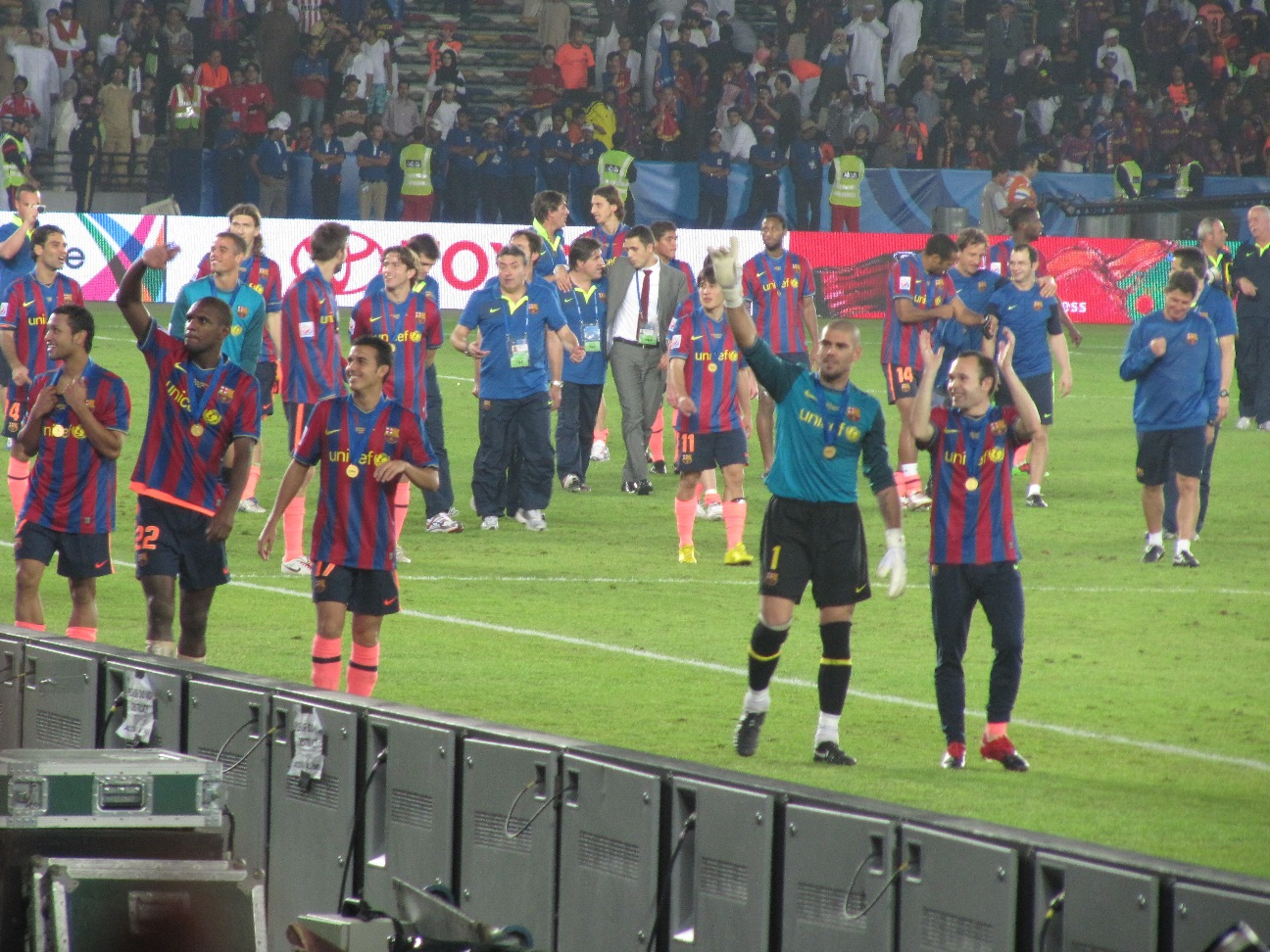
Der FC Barcelona ist Klubweltmeister im Fußball

Schengen-Raum
Vollanwenderstaaten
Teilanwenderstaaten

- Abu Dhabi / Vereinigte Arabische Emirate: Der FC Barcelona gewinnt nach einem 2:1-Finalsieg gegen den argentinischen Club Estudiantes de La Plata die Klub-Weltmeisterschaft im Fußball.[72]
- Brüssel/Belgien: Die Bürger der drei Balkanstaaten Mazedonien, Montenegro und Serbien dürfen nach fast zwei Jahrzehnten wieder ohne Visum in den Schengen-Raum reisen.[73]
- Kabul/Afghanistan: Der wiedergewählte Präsident Hamid Karzai legt dem Parlament seine neue Kabinettsliste vor und erklärt die Bekämpfung von Korruption und Missmanagement in der Regierung zur Aufgabe der nächsten fünf Jahre andauernden Legislaturperiode.[74] Am 2. Januar 2010 werden 17 der von Hamid Karzai 24 vorgeschlagenen Minister vom Parlament mit den Vorwürfen der Unfähigkeit oder Korruption abgelehnt.[75]

### Sonntag, 20. Dezember 2009
- Baden-Baden/Deutschland: Der Schwimmer Paul Biedermann, die Speerwerferin Steffi Nerius und die Fußballnationalmannschaft der Frauen werden zu Sportlern des Jahres gewählt.[76]
- Nanjing/China: Im Finale der Handball-Weltmeisterschaft der Frauen besiegt Russland Frankreich mit 25:22 und wird damit zum dritten Mal in Folge und zum vierten Mal insgesamt Weltmeister.[77]
- Washington, D.C. / Vereinigte Staaten: Der Senat stimmt dem größten Verteidigungsetat in der Geschichte des Landes in Höhe von 636 Milliarden US-Dollar zu.[78]

### Montag, 21. Dezember 2009

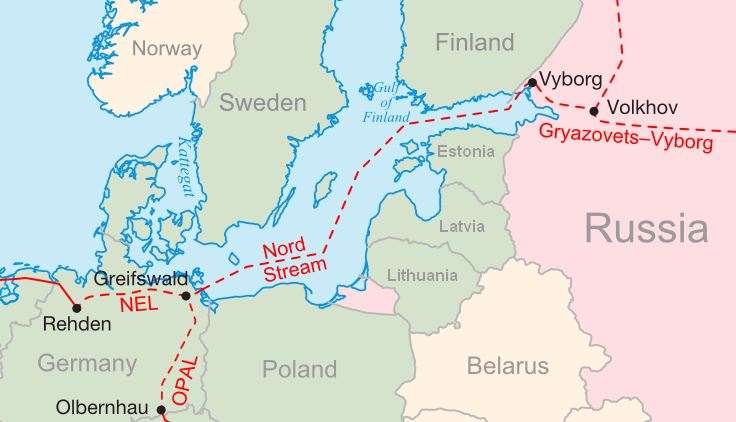
Geplanter Verlauf der Ostseepipeline

- Dublin/Irland: Bei Reparaturarbeiten am Dach der Guinness-Brauerei kommt es zu einem Brand, wodurch ein Teil des historischen Gebäudes vernichtet wird.[79]
- Ghom/Iran: Nach dem Tod des Großajatollahs Hossein Ali Montazeri kommt es bei der Trauerfeier zu Zusammenstößen zwischen Oppositionellen und Sicherheitskräften.[80]
- Schwerin/Deutschland: Der Bau des 50 Kilometer langen Trassenstückes der Ostseepipeline durch Mecklenburg-Vorpommern wird genehmigt.[81]
- Zürich/Schweiz: Lionel Messi wird zum FIFA-Weltfußballer des Jahres gewählt.[82]

### Dienstag, 22. Dezember 2009

Serbien und die Europäische Union

- Kabul/Afghanistan: Präsident Hamid Karzai fordert die Taliban anlässlich eines Besuchs von NATO-Generalsekretär Rasmussen zu Friedensverhandlungen auf; nur dann könnten die NATO-Truppen das Land früher verlassen.[83]
- Stockholm/Schweden: Serbiens Präsident Boris Tadić überreicht dem EU-Ratspräsidenten Fredrik Reinfeldt den Beitrittsantrag um Mitgliedschaft in der Europäischen Union.[84]
- Teheran/Iran: In der Hauptstadt und den Städten Isfahan und Nadschafābād kommt es bei Gedenkveranstaltungen für den verstorbenen Großajatollah Hossein Ali Montazeri zu erneuten Zusammenstößen zwischen Demonstranten und der Polizei; 50 Personen werden festgenommen, darunter vier Journalisten. Ausländischen Reportern wird die Berichterstattung verboten.[85]
- Washington, D.C. / Vereinigte Staaten: Nach dem Repräsentantenhaus stimmt der Senat der Gesundheitsreform, einem zentralen Projekt von Präsident Barack Obama, zu.[86]

### Mittwoch, 23. Dezember 2009

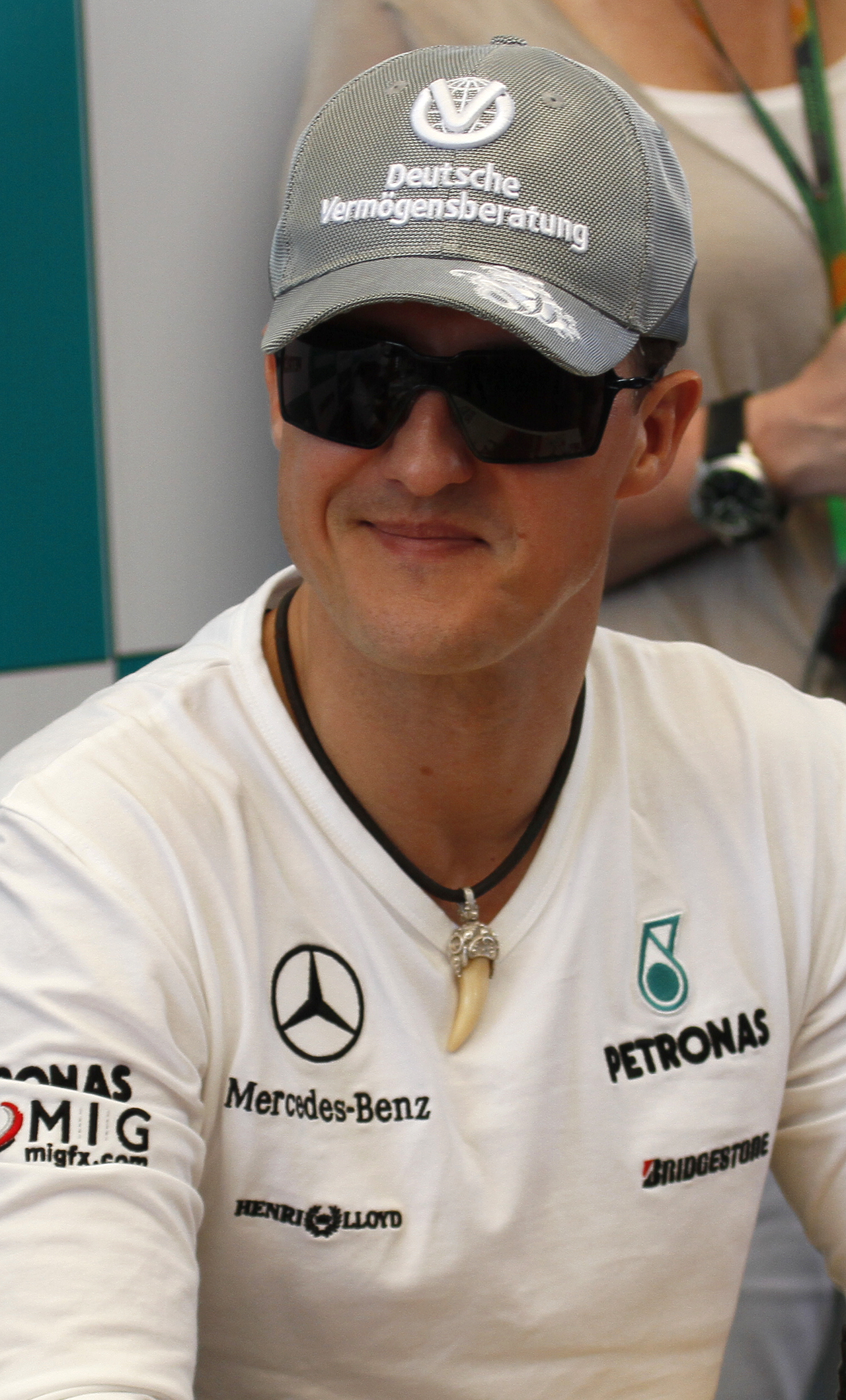
Michael Schumacher

- Bagdad/Irak: Bei Anschlägen werden zwölf Menschen getötet, darunter ein Spitzenpolitiker der Dawa-Partei.[87]
- Brackley / Vereinigtes Königreich: Michael Schumacher unterschreibt einen Drei-Jahres-Vertrag bei Mercedes Grand Prix und kehrt drei Jahre nach seinem Rücktritt in die Formel 1 zurück.[88]
- Bukarest/Rumänien: Mit Hilfe unabhängiger und oppositioneller Abgeordneter erlangt die Minderheitsregierung aus PD-L und UDMR unter Emil Boc nach Monaten der politischen Instabilität nun eine parlamentarische Mehrheit.[89]
- Cusco/Peru: Bei einem schweren Busunglück werden 41 Menschen getötet.[90]
- Dearborn / Vereinigte Staaten: Ford nimmt das Angebot des chinesischen Automobilherstellers Geely zur Übernahme des schwedischen Tochterunternehmens Volvo an.[91]
- Karlsruhe/Deutschland: Der Bundesgerichtshof hebt den Haftbefehl gegen die ehemalige RAF-Terroristin Verena Becker auf und entlässt sie aus der Untersuchungshaft.[92]
- Kingston/Jamaika: Bei der Bruchlandung einer Passagiermaschine der American Airlines werden 91 Menschen verletzt.[93]
- Moskau/Russland: Während der Verhandlungen über ein neues Abrüstungsabkommen über Kernwaffen mit den Vereinigten Staaten testet das Land neue Interkontinentalraketen und Präsident Dmitri Medwedew kündigt die Weiterentwicklung der Nuklearwaffen an.[94]
- New York / Vereinigte Staaten: Die Vereinten Nationen erweitern das Embargo gegenüber Eritrea wegen der Unterstützung von Islamisten in Somalia um ein Waffenembargo und Reisebeschränkungen.[95]

### Donnerstag, 24. Dezember 2009
- Dublin/Irland: Die beiden Weihbischöfe Eamonn Oliver Walsh und Raymond Field bieten im Zuge des Skandals um den systematischen sexuellen Missbrauch von Kindern in der irischen katholischen Kirche ihren Rücktritt an.[96]
- Peking/China: Der Dissident Liu Xiaobo wird wegen der ihm vorgeworfenen „Untergrabung der Staatsgewalt“ zu elf Jahren Haft verurteilt.[97]
- Peking/China: Infolge der Unruhen im autonomen Gebiet Xinjiang vom Juli und September werden vier Uiguren und ein Han-Chinese zum Tode verurteilt. Damit erhöht sich die Zahl der Todesurteile aufgrund der Unruhen auf 22. Zuletzt wurden im November acht Uiguren und ein Han-Chinese wegen Mordes hingerichtet.[98]
- Peschawar/Pakistan: Ein Selbstmordattentäter reißt vier Menschen mit in den Tod.[99]
- Schabwa/Jemen: Bei einem Luftangriff in der östlichen Provinz werden 30 Menschen getötet.[100]

### Freitag, 25. Dezember 2009
- Detroit / Vereinigte Staaten: Ein 23-jähriger Nigerianer versucht während des Landeanfluges von Northwest-Airlines-Flug 253 mit 289 Menschen an Bord einen Sprengsatz zu zünden, wobei er von einem anderen Passagier überwältigt wird. Später bekennt sich die Al-Qaida zu dem versuchten Terroranschlag.[101][102]
- Kota/Indien: Beim Einsturz einer Brücke kommen 45 Menschen ums Leben.[103]

### Samstag, 26. Dezember 2009
- Caracas/Venezuela: Zehn Seeleute des griechischen Frachters Aegean Wind verbrennen bei einem Feuer an Bord.[104]
- Wuhan/China: Auf der Strecke zwischen Wuhan und dem 1000 Kilometer entfernten Guangzhou nimmt der mit Spitzengeschwindigkeiten von bis zu 394 km/h schnellste Zug im regulären Linienverkehr seinen Betrieb auf.[105]

### Sonntag, 27. Dezember 2009

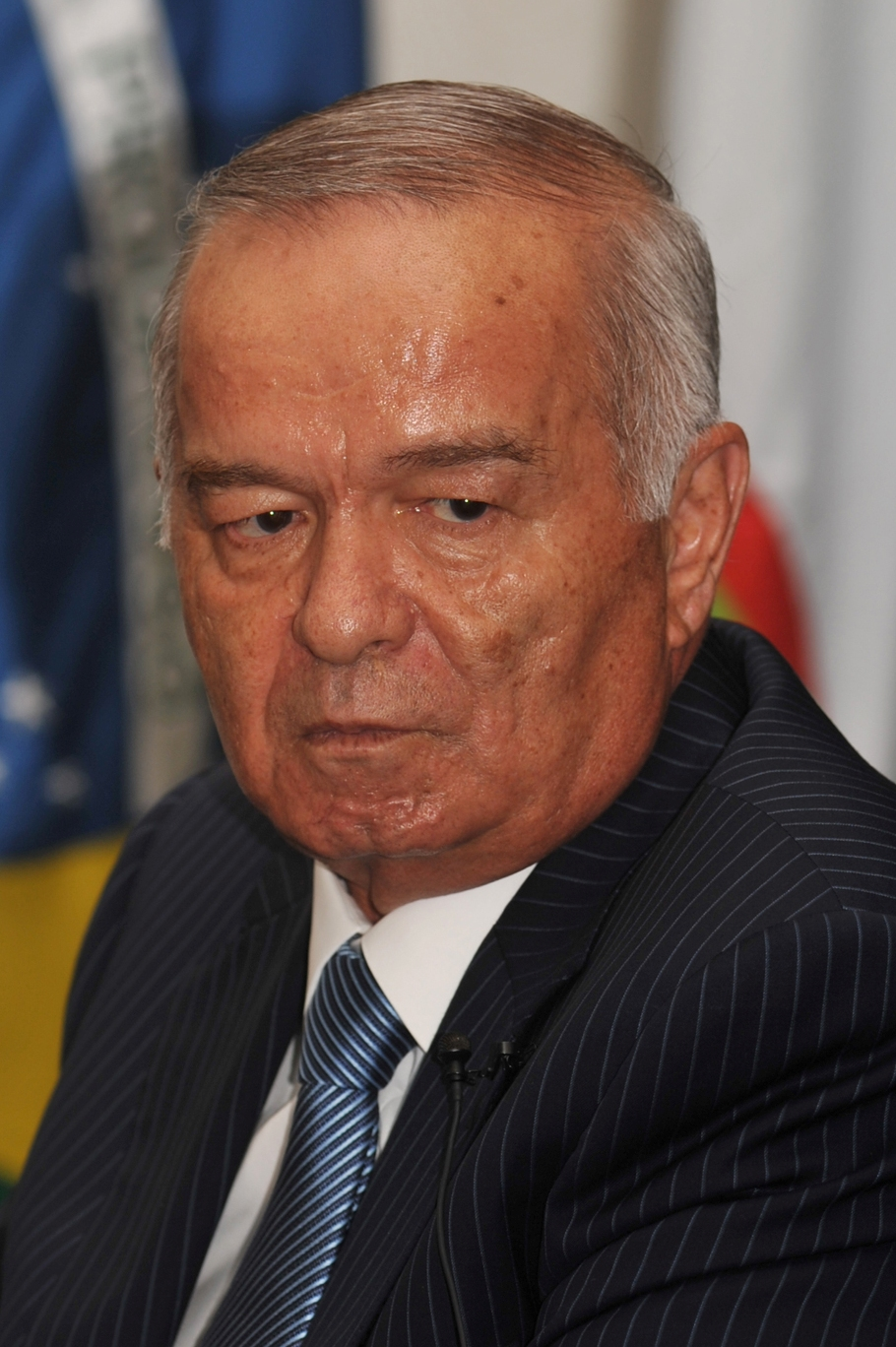
Islom Karimov

- Abu Dhabi / Vereinigte Arabische Emirate: Ein südkoreanisches Konsortium um die Korea Electric Power Corporation erhält den Auftrag, für 20 Milliarden US-Dollar ein Kernkraftwerk in der Wüste zu bauen.[106]
- Beirut/Libanon: Bei einem Bombenanschlag in einem schiitischen Vorort sterben drei Hamas-Angehörige.[107]
- Muzaffarabad/Pakistan: Bei einem Selbstmordanschlag in der Region Kaschmir kommen zwei Menschen ums Leben.[108]
- Shanxi/China: Bei einer Explosion im Kohlebergwerk Donggo kommen zwölf Menschen ums Leben.[109]
- Taschkent/Usbekistan: Bei den Parlamentswahlen gewinnt die Regierungspartei von Präsident Islom Karimov.[110]
- Teheran/Iran: Die Unruhen weiten sich aus, wobei mehrere Menschen ums Leben kommen.[111]
- Zagreb/Kroatien: Bei der Präsidentschaftswahl erhält keiner der Kandidaten die notwendige absolute Mehrheit. Zur Stichwahl am 10. Januar 2010 treten Ivo Josipović und der zweitplatzierte Milan Bandić an.[112]

### Montag, 28. Dezember 2009
- Karatschi/Pakistan: Bei einem Attentat auf eine Aschura-Feier schiitischer Muslime werden 30 Menschen erschossen.[113]
- Niamey/Niger: Bewaffnete Milizen erschießen drei Touristen aus Saudi-Arabien.[114]
- Shanghai/China: Commercial Aircraft Corporation of China beginnt mit dem Bau einer Fabrik für die Herstellung des Passagierjets Comac C919.[115]
- Starkville / Vereinigte Staaten: Bei einem Wohnungsbrand sterben neun Menschen, darunter sechs Kinder.[116]

### Dienstag, 29. Dezember 2009
- Oberstdorf/Deutschland: Andreas Kofler aus Österreich gewinnt das erste Skispringen der Vierschanzentournee.[117]
- Paris/Frankreich: Das Verfassungsgericht erklärt die zum 1. Januar 2010 geplante CO2-Steuer für verfassungswidrig.[118]
- Ürümqi/China: Der wegen mutmaßlichen Drogenschmuggels zum Tode verurteilte Brite pakistanischer Herkunft Akmal Shaikh wird hingerichtet.[119]

### Mittwoch, 30. Dezember 2009
- Bagdad/Irak: Der vor zweieinhalb Jahren verschleppte britische IT-Fachmann Peter Moore wird von seinen Entführern freigelassen.[120]
- Bausi/Nigeria: Bei Kämpfen zwischen verschiedenen Gruppierungen der islamistische Sekte Kata-Kalo und dem anschließenden Eingriff des Militärs sterben mindestens 70 Menschen.[121]
- Berlin/Deutschland: Siemens erhält einen Großauftrag über 580 Millionen Euro aus Russland; geliefert werden sollen die Olympia-Züge für die Olympischen Winterspiele 2014 in Sotschi.[122]
- Den Haag/Niederlande: Das Benelux-Land kündigt als erster Staat Europas die Einführung der umstrittenen Körperscanners zur routinemäßigen Kontrolle von Passagieren an.[123]
- Jining/China: Beim Zusammenstoß eines Überlandbusses mit einem Lkw in der Provinz Shandong kommen 16 Menschen ums Leben.[124]
- Ramadi/Irak: Bei zwei Bombenanschlägen kurz hintereinander sterben mindestens 21 Menschen und 48 weitere werden verletzt.[125]
- Teheran/Iran: Auf einer staatlich organisierten Solidaritätskundgebung demonstrieren mehrere zehntausend Regierungsanhänger. In Übereinstimmung mit der Regierung fordern sie den Tod der führenden Politiker der Opposition.[126]

### Donnerstag, 31. Dezember 2009

Logo von Marvel Comics

- Espoo/Finnland: Bei dem Amoklauf eines 43-jährigen Kosovo-Albaners im Einkaufszentrum Sello kommen vier Menschen ums Leben, zuvor erschoss er seine Ehefrau.[127] Später erschießt sich der Amokläufer.[128]
- Kabul/Afghanistan: Bei zwei Terroranschlägen auf der Forward Operating Base Chapman in der Provinz Khost und im Süden Kandahars sterben mindestens 12 Menschen.[129]
- Marseille/Frankreich: Aus einem Museum wird das Gemälde Les Choristes des Impressionisten Edgar Degas entwendet.[130]
- New York / Vereinigte Staaten: Die Aktionäre von Marvel Entertainment stimmen der Übernahme durch Disney zu; das Volumen des Deals beläuft sich auf ca. 4,3 Milliarden US-Dollar.[131]
- Reykjavík/Island: Das Parlament verabschiedet ein Gesetz, das den bankrotten Inselstaat zur Zurückzahlung von 3,8 Milliarden Euro Schulden an hunderttausende britische und niederländische Gläubiger bis zum Jahr 2024 zwingt. Die Schuldenfrage war ein Hindernis für den angestrebten Beitritt zur Europäischen Union.[132]
- Vilnius/Litauen: Abschaltung des einzigen Kernkraftwerkes Ignalina. Die Stilllegung des Kernkraftwerkes wurde im Rahmen des EU-Beitrittes vom 1. Mai 2004 beschlossen.[133]

## Weblinks

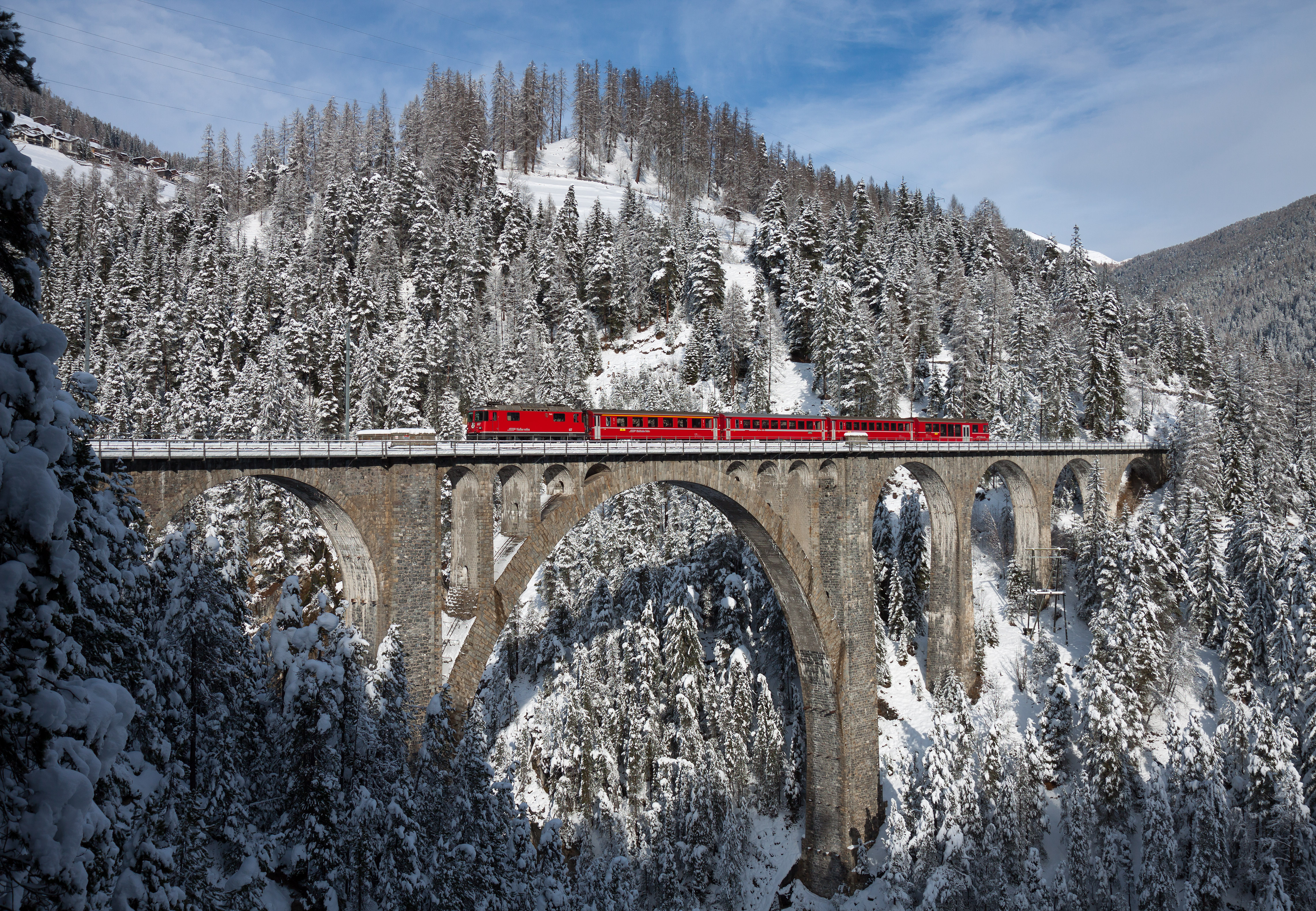
Kanton Graubünden im Dezember 2009